# Всемирный день поцелуя
Всемирный день поцелуя  (англ. World Kiss Day или англ. World Kissing Day) или Международный день поцелуев (англ. International Kiss Day, International Kissing Day) — неофициальный международный праздник, проводимый энтузиастами в более чем 60 странах мира ежегодно 6 июля.

## История праздника
Родиной всемирного дня поцелуев считается Великобритания. Именно на берегах Туманного Альбиона в конце XIX века сочли, что поцелуй достоин того, чтобы иметь собственный праздник как одно из проявлений любви.

## Празднование
6 июля в ряде городов по всей планете Всемирный день поцелуя знаменуется проведением праздничных мероприятий[кто?], конкурсов и соревнований, так или иначе связанных с филематологией. Среди участников акций нередко разыгрываются призы («За самый долгий поцелуй», «За самый красивый поцелуй», «За самый необычный поцелуй» и т. д.).